# Anaspis
Anaspis es un género de escarabajos perteneciente a la familia Scraptiidae. La siguiente es la lista de especies correspondiente a este género.
- Anaspis abollata Gozis, 1882
- Anaspis acanthura Ermisch, 1962
- Anaspis adil Bogatchev, 1939
- Anaspis aharonii Reitter, 1911
- Anaspis akaira Franciscolo, 1991
- Anaspis algerica Ermisch, 1963
- Anaspis almorana Champion, 1927
- Anaspis alticola Champion, 1927
- Anaspis angustata Ermisch, 1950
- Anaspis angustior Pic, 1954
- Anaspis apfelbecki Schilsky, 1894
- Anaspis arctica Zettersted, 1828
- Anaspis atrata Champion, 1891
- Anaspis atratula Ermisch, 1965
- Anaspis atricolor Pic, 1931
- Anaspis atriventris Pic, 1932

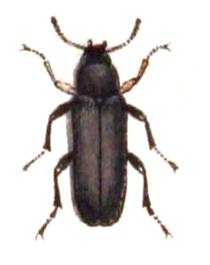
Anaspis frontalis

- Anaspis atroabdominalis Ermisch, 1954
- Anaspis auberti Pic, 1931
- Anaspis auripes Ermisch, 1962
- Anaspis balthasari Roubal, 1935
- Anaspis basalis Emery, 1876
- Anaspis beardsleyi Liljeblad, 1945
- Anaspis bernhaueri Roubal, 1910
- Anaspis bernikovi Apfelbeck, 1931
  - Anaspis bernikovi levisternalis
- Anaspis bilaciniata Pic, 1918
- Anaspis binotata Champion, 1927
- Anaspis bisbinotata Pic, 1950
- Anaspis bohemica Schilsky, 1899
- Anaspis brunnipes Mulsant, 1856
- Anaspis canariensis Ermisch, 1967
- Anaspis caucasica Schilsky, 1894
- Anaspis cavipalpis Apfelbeck, 1931
- Anaspis chevrolati Mulsant, 1856
- Anaspis collaris LeConte, 1851
- Anaspis congoana Pic, 1946
- Anaspis corcyrica Schilsky, 1899
- Anaspis costai Emery, 1876
- Anaspis curtii Roubal, 1911
- Anaspis cypria Baudi di Selve, 1878
- Anaspis cyrensis Bogatchev, 1939
- Anaspis deserticola Chobaut, 1898
- Anaspis dichroa Emery, 1876
- Anaspis disconotata Pic, 1928
- Anaspis distinguenda Ermisch, 1963
- Anaspis diversipes Pic, 1933
- Anaspis duryi Liljeblad, 1945
- Anaspis emarginata Schilsky, 1895
- Anaspis everestina Blair, 1927
- Anaspis eversi Ermisch, 1964
- Anaspis excellens Schilsky, 1908
- Anaspis fasciata Forster, 1771
- Anaspis fausti Schilsky, 1899
- Anaspis flava Linnaeus, 1758
- Anaspis flavipennis Haldeman, 1848
- Anaspis florenceae Donisthorpe, 1928
- Anaspis frontalis Linnaeus, 1758
- Anaspis fucoatra Ermisch, 1954
- Anaspis funagata Konô, 1928
- Anaspis gafsana Normand, 1936
- Anaspis ganglbaueri Schilsky, 1899
- Anaspis garneysi Fowler, 1889
- Anaspis graeca Schilsky, 1895
- Anaspis guineensis Ermisch, 1954
- Anaspis hargreavesi Pic, 1932
- Anaspis hayashii M. Chujo & Nakane, 1953
- Anaspis helvética Pic, 1918
- Anaspis heydeni Csiki, 1915
- Anaspis himalayana Champion, 1927
- Anaspis hispanica Schilsky, 1899
- Anaspis hoppingi Liljeblad, 1945
- Anaspis horaki E. E. Perkovsky, 2009
- Anaspis horni Schilsky, 1899
- Anaspis hudsoni Donisthorpe, 1909
- Anaspis humerosaCsiki, 1915
- Anaspis imitator Ermisch, 1963
- Anaspis immaculata Pic, 1933
- Anaspis incognita Schilsky, 1895
- Anaspis inderiensis Motschulsky, 1860
- Anaspis infuscata Motschulsky, 1860
- Anaspis insularis Ermisch, 1963
- Anaspis jeanneli Pic, 1939
- Anaspis karafutona Kono, 1933
- Anaspis kiesenwetteri Emery, 1876
- Anaspis kilimana Kolbe, 1898
- Anaspis kochi Ermisch, 1944
- Anaspis koenigi Schilsky, 1899
- Anaspis kriegei' Ermisch, 1963
- Anaspis kriegeri Ermisch, 1963
- Anaspis labiata Costa, 1854
- Anaspis latipalpis Schilsky, 1895
- Anaspis latiuscula Mulsant, 1856
- Anaspis laurenti Pic, 1952
- Anaspis leleupi Ermisch, 1965
- Anaspis levisternalis Roubal, 1935
- Anaspis lindbergi Franciscolo, 1956
- Anaspis lindbergiana Roubal, 1934
- Anaspis longicornis Roubal, 1910
- Anaspis longispina Ermisch, 1941
- Anaspis lucana Franciscolo, 1943
- Anaspis lurida Stephens, 1832
- Anaspis luridipennis Ermisch, 1962
- Anaspis luteobrunea Fleischer, 1909
- Anaspis luteobrunnea Fleischer, 1909
- Anaspis luteola Marseul, 1876
- Anaspis maculata Fourcroy, 1785
- Anaspis madecassa Pic, 1931
- Anaspis mancinii Franciscolo, 1942
- Anaspis marginicollis Lindberg, 1925
- Anaspis mariae Roubal, 1910
- Anaspis maroccana Fleischer, 1909
- Anaspis marseuli Csiki, 1915
- Anaspis maynei Pic, 1931
- Anaspis melanopa Forster, 1771
- Anaspis melanostoma Costa, 1854
- Anaspis meridionalis Franciscolo, 1957
- Anaspis militaris Smith, 1882
- Anaspis minutula Champion, 1927
- Anaspis mitchyi M. Chujo & Nakane, 1953
- Anaspis mongolica Ermisch, 1964
- Anaspis mulsanti Brisout de Barneville, 1859
- Anaspis nairobiana Pic, 1939
- Anaspis nigrina Csiki, 1915
- Anaspis nigripes Brisout de Barneville, 1866
- Anaspis nigriventris Schilsky, 1899
- Anaspis nigrovittata Pic, 1932
- Anaspis notatipennis Pic, 1950
- Anaspis numeensis Fauvel, 1905
- Anaspis occipitalis Emery, 1876
- Anaspis olympiae Hatch, 1965
- Anaspis orientalis Faldermann, 1837
- Anaspis ornata Schilsky, 1895
- Anaspis oshimana Nomura, 1963
- Anaspis palpalis Gerhardt, 1876
- Anaspis palustris Perroud, 1864
- Anaspis parallela Ermisch, 1941
- Anaspis paravariabilis Ermisch, 1965
- Anaspis parva Abdullah, 1964
- Anaspis picimana Gebler, 1829
- Anaspis poecila Faldermann, 1837
- Anaspis poggii Franciscolo, 1982
- Anaspis proteus Wollaston, 1854
- Anaspis pulicaria Costa, 1854
- Anaspis pyranaea Fairmaire & Brisout, 1859
- Anaspis pyrenaea Fairmaire & C. Brisout de Barneville, 1859
- Anaspis quadrimaculata Gyllenhall, 1817
- Anaspis rambouseki Roubal, 1910
- Anaspis rayi Hatch, 1965
- Anaspis regimbarti Schilsky, 1895
- Anaspis reitteri Schilsky, 1895
- Anaspis revelieri Emery, 1876
- Anaspis revelstokei Liljeblad, 1945
- Anaspis rufa Say, 1826
- Anaspis ruficollis Fabricius, 1792
- Anaspis rufilabris Gyllenhall, 1827
- Anaspis rufitarsis Lucas, 1854
- Anaspis saharaensis Ermisch, 1966
- Anaspis salsolae Bogatchev, 1939
- Anaspis schneideri Emery, 1876
- Anaspis seposita Liljeblad, 1945
- Anaspis septentrionalis Champion, 1891
- Anaspis serbica Apfelbeck, 1931
- Anaspis sericea Mannerheim, 1843
- Anaspis setulosa Schilsky, 1895
- Anaspis shibatai Nomura, 1961
- Anaspis sibirica Schilsky, 1899
- Anaspis silvatica Gabriel, 1916
- Anaspis simplicala Normand, 1936
- Anaspis steppensis Motschulsky, 1860
- Anaspis stierlini Emery, 1876
- Anaspis stussineri Fleischer, 1909
- Anaspis subhumerosa Franciscolo, 1954
- Anaspis subsulcata Motschulsky, 1845
- Anaspis subtilis Hampe, 1870
- Anaspis suturalis Emery, 1876
- Anaspis takeii M. Chujo, 1957
- Anaspis takeji M. Chujo, 1957
- Anaspis tanganyikensis Ermisch, 1965
- Anaspis tenebrica Champion, 1927
- Anaspis testacea Forster, 1771
- Anaspis testaceicornis Pic, 1931
- Anaspis thoracica Linnaeus, 1758
- Anaspis thoracoxantha
- Anaspis tonkinea Pic, 1931
- Anaspis touzalini Pic, 1933
- Anaspis trifasciata Chevrolat, 1860
- Anaspis truquii Baudi di Selve, 1878
- Anaspis turkmenica Schilsky, 1899
- Anaspis variabilis Ermisch, 1965
- Anaspis varians Mulsant, 1856
- Anaspis vaulogeri Chobaut, 1896
- Anaspis versicolor
- Anaspis viennensis Schilsky, 1895
- Anaspis walteriana Franciscolo, 1994
- Anaspis wittei Ermisch, 1955